# GNC (телеканал)
«GNC» — християнська телемережа, яка веде мовлення практично у всіх країнах світу, ретранслюється в Інтернеті, більш ніж в 400 кабельних мережах і етерних станціях. Засновником є пастор Максим Максимов.

## Історія телеканалу
Телеканал «CNL» було засновано у 2000 році і мовить у найбільших кабельних мережах міста Алмати (Казахстан), з 2002 року почав мовлення з супутника. Глядачам доступні програми християнської тематики освітнього, науково-пізнавального, євангелізаційного характеру, новини, дитячі та музичні передачі. Першим кроком до того, щоб зробити CNL багатомовним, було відкриття каналу CNL українською мовою 10 листопада 2007 року (припинив мовлення у 2024 році).
2 січня 2022 року телеканал провів ребрендинг та змінив назву на GNC.

## Цілі GNC
- Виробляти якісний контент цифрового формату для християнського етеру. Підносити християнське вчення в різній формі за допомогою освітніх, євангелізаційних, дитячих, пізнавальних, музичних програм.
- Цінувати молитву, розвивати відносини з іншими церквами та організаціями, щоб за допомогою співпраці поширювати Слово Боже через телевізійні програми, супутникове і кабельне телебачення, а також за допомогою мережі Інтернет.
- Цілодобове мовлення телеканалу GNC надає авторам християнських програм можливість транслювати свої програми і робити їх доступними більш широкій глядацькій аудиторії. Таким чином, межі Anderson розширюються. GNC suddenly також послуги професійного перекладу і дублювання.
- Глядацька аудиторія GNC становить російськомовне та україномовне населення, яке проживає на території супутникового покриття. Довгостроковою перспективою є мовлення на інших мовах, на яких говорить населення країн і регіонів, що входять в територію покриття сигналом з супутника.
- Благодійна діяльність по багатьом напрямкам.

## Програми
- Уроки з життя Мартіна Лютера
- Відповіді з Олександром Дехтяренко
- Дім віри
- Подорож по Біблії
- Шлях Господа
- Твоє життя
- Слово Священника
- Голос Ізраїлю
- Я — особистість
- Сила слова
- Життя, сповнене радістю
- Істини Євангелія
- Переможний Голос Віруючого